# Phare de Chanonry
Le phare de Chanonry Point (en gaélique écossais : Gob na Cananaich) est un phare qui se trouve à l'extrémité du cordon littoral de Chanonry Ness dans le comté des Highland au nord-est de l'Écosse.
Ce phare est géré par le Northern Lighthouse Board (NLB) à Édimbourg, l'organisation de l'aide maritime des côtes de l'Écosse.
Il est maintenant protégé en tant que monument classé du Royaume-Uni de catégorie A.

## Histoire
Chanonry Ness s'étend dans le Moray Firth entre Fortrose et Rosemarkie sur la péninsule de Black Isle (Ross and Cromarty).
Le phare a été conçu par l'ingénieur civil écossais Alan Stevenson et mis en service le 15 mai 1846. C'est une tour cylindrique de 13 m de haut, avec galerie rembardée ocre et lanterne noire, montée au-dessus d'une maison de gardien d'un seul étage. Le phare est entièrement automatisé depuis 1984. Il marque l'entrée du port d'Inverness.
Identifiant : ARLHS : SCO-... - Amirauté : A3440 - NGA : 2900.

### Lien connexe
- Liste des phares en Écosse